# Odpoczynek w Duchu
Odpoczynek w Duchu, spoczynek w Duchu Świętym, padanie w Duchu, upadkiem w mocy, owładnięcie przez Ducha – termin opisujący doświadczenie religijne w ruchu charyzmatycznym, obejmujące niekontrolowany i niezamierzony upadek osoby na podłogę. Odpoczynek w Duchu następuje przeważnie w wyniku praktyki nałożenia rąk i prowadzi do upadku, zazwyczaj do tyłu, osoby na którą nakłada się ręce.
Według akceptujących i praktykujących to doświadczenie nie jest to dar lub charyzmat lecz przejaw Ducha Świętego, który może nieść ze sobą częściowe lub całkowite uzdrowienie wewnętrzne lub fizyczne. Według przeciwników praktyka ta wywodzi się z New Age oraz religii Wschodu. 

## Opis

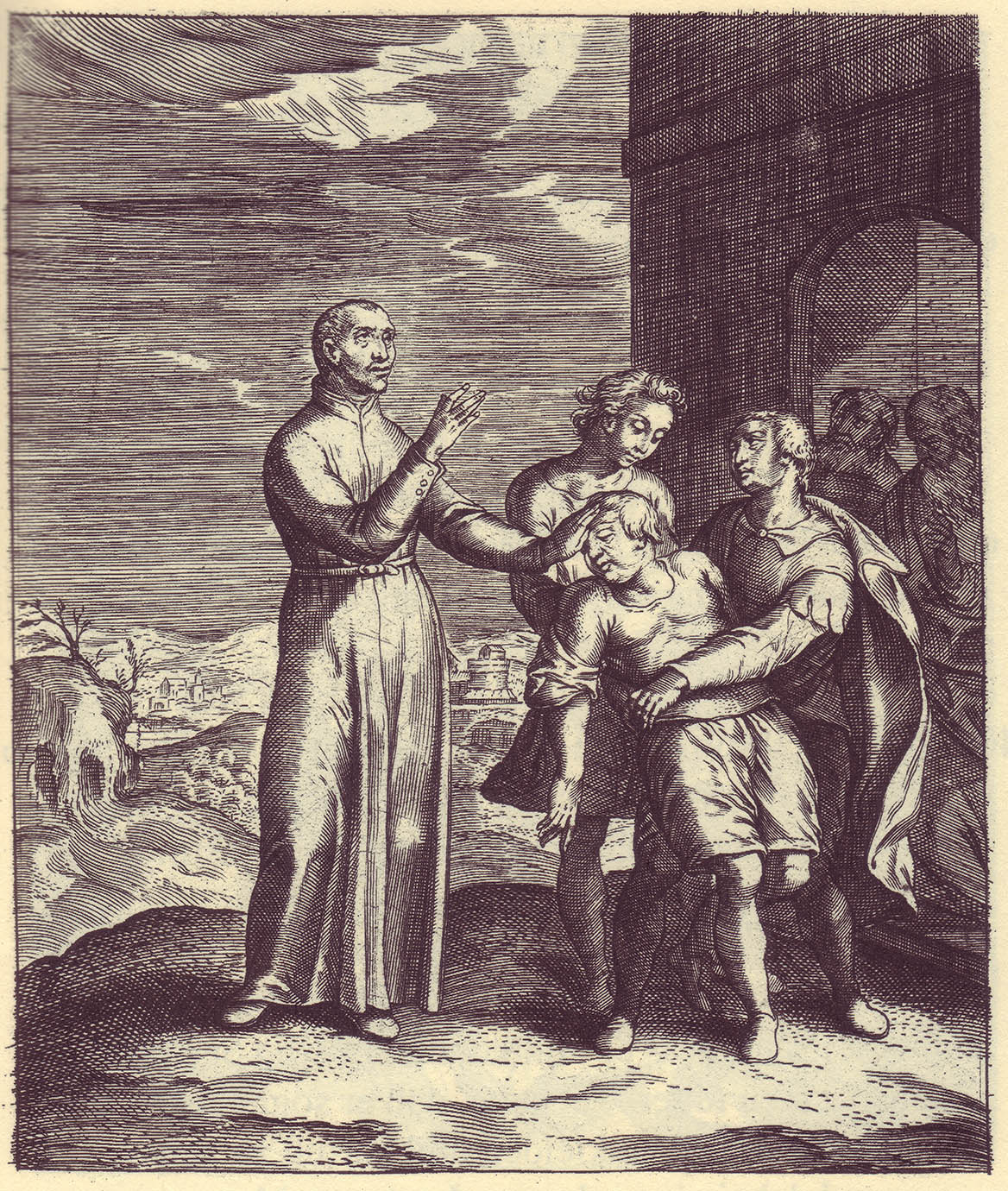
Ignacy Loyola uzdrawia w Azpeitia

Odpoczynek w Duchu jest praktyką mającą miejsce przeważnie podczas publicznej modlitwy z nałożeniem rąk. Po spędzeniu pewnej ilości czasu na modlitwach i śpiewie, uczestnicy spotkania modlitewnego wychodzą przed zgromadzenie w celu otrzymania darów Ducha Świętego. Modlitwie o nowe zstąpienie Ducha Świętego z reguły towarzyszy gest nałożenia rąk przez prowadzącego spotkanie lub diakonię wstawienniczą, a także charyzmatyczne przejawy obecności Ducha Świętego, jakim są glosolalia i właśnie odpoczynek w Duchu Świętym. Osoby doświadczające odpoczynku w Duchu upadają, przeważnie do tyłu. W większości wypadków ich upadek jest amortyzowany przez przypadkowych ludzi lub specjalnych tzw. łapaczy.

## Historia
Z początku XV wieku istnieją zapisy, że gdy wędrowny apostoł św. Wincenty Ferreriusz głosił Ewangelię, tysiące ludzi upadało na ziemię. Z opisów nie wynika jednak jednoznacznie, czy były to upadki mimowolne, czy świadome prostracje. Między innymi w Tuluzie, na placu St. Etienne, „który był wypełniony po brzegi, kiedy święty zawołał: Powstańcie zmarli, bo czeka was sąd!, wszyscy padli na ziemię, błagając o łaskę”.
Opis zjawiska niekontrolowanego spoczynku, połączonego z nawróceniem, pochodzący z XVI wieku, pozostawił brat Marcin, towarzysz podróży św. Jana od Krzyża:

Po przybyciu do innej gospody ojciec Jan spotkał kobietę, która usiłowała skłonić do złego mężczyzn, używając słów nieprzyzwoitych i prowokujących gestów. Ojciec Jan upomniał ją i powiedział jej, żeby się wstydziła i pomyślała o swojej duszy, którą odkupił Jezus Chrystus, nasz Pan, swą najświętszą krwią i poprawiła się. Słysząc te słowa, przeszyta spojrzeniem ojca Jana, kobieta pada na ziemię zemdlona i pozostaje na ziemi bez przytomności przez długi czas. Dochodząc do siebie krzyczy, że chce zmienić swoje życie i wyspowiadać się.

Z XVII wieku pochodzi wzmianka o tym zjawisku wśród protestantów: Gdy kalwiński kaznodzieja szkocki John Livingstone w 1630 roku głosił w Kirk O'Shotts, „Duch Boży tak bardzo działał w tym wielkim zgromadzeniu, że wielu padało na ziemię pod wpływem potężnego działania Ducha przekonującego ich o grzechu”.
Odpoczynek w Duchu Świętym jest najczęściej kojarzony z wielkim przebudzeniem wśród protestantów począwszy od lat 30. XVIII wieku. „Journal” Jana Wesleya wspomina o ludziach, którzy podczas jego przepowiadania padali na ziemię. Podobnie David Brainerd (1718–1747), misjonarz wśród Indian w Ameryce Północnej, zapisał w swym dzienniku: „moc Boża zdała się zstępować na zgromadzenie jak gwałtowny wiatr i z zadziwiającą energią kładła wszystkich pokotem”.
Zjawiska takie towarzyszyły też przepowiadaniu Petera Cartwrighta (1785–1872) z kręgu metodystów. Podobne przypadki wiązane też są z nazwiskami takich charyzmatyków, jak: George Whitefield, Charles G. Finney, Maria Woodworth-Etter, Kathryn Kuhlman, Kenneth E. Hagin, Charles i Frances Hunter. 

## Podstawy biblijne

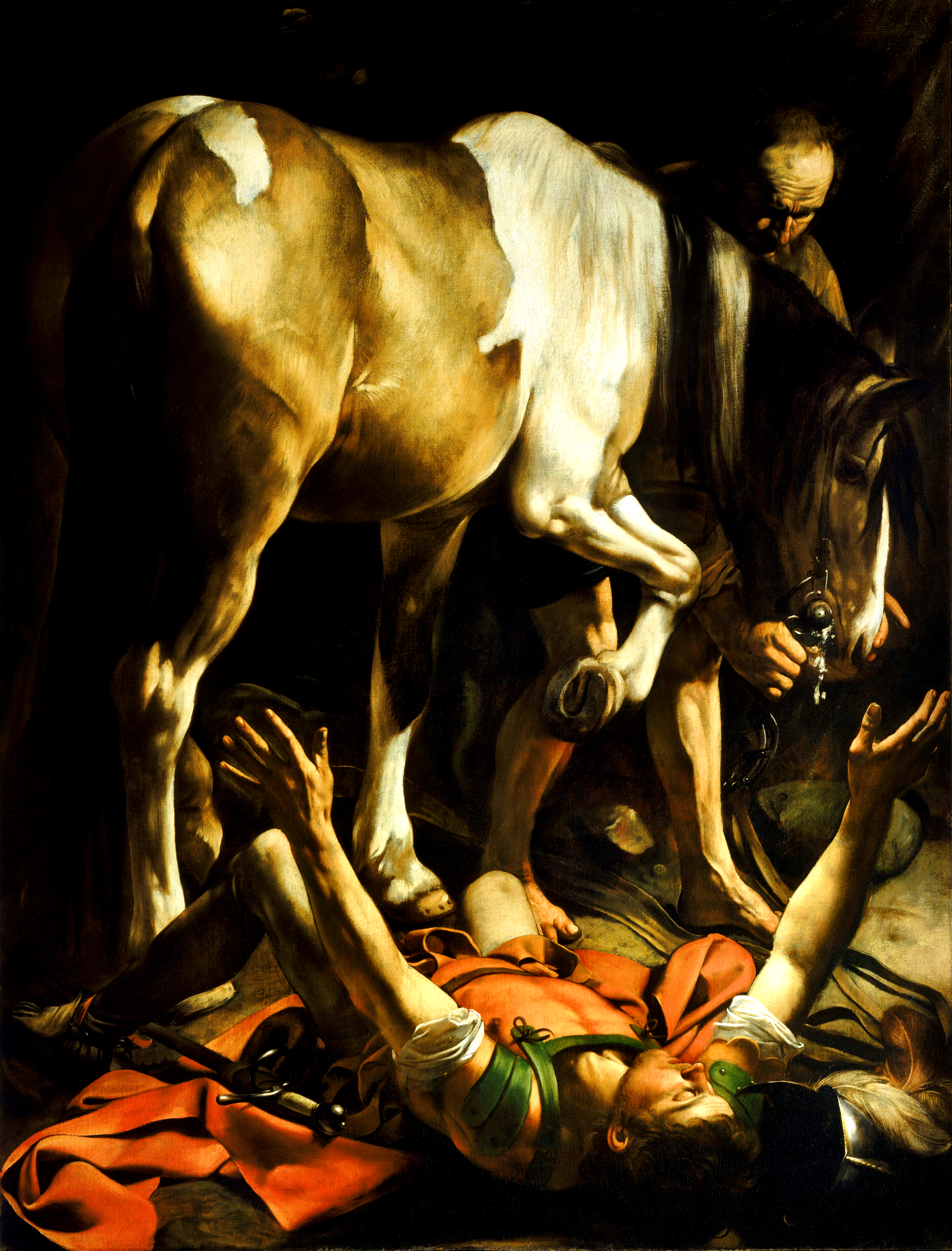
Caravaggio - Nawrócenie św. Pawła w drodze do Damaszku

Choć w samej Biblii trudno wskazać jest bezpośrednie jednoznaczne postawy, które pozwalałby oczekiwać tego doświadczenia w życiu chrześcijańskim, zwolennicy powołują się na następujące teksty ze Starego Testamentu:
- w Rdz 15,12–21 czytamy, że na Abrahama spadł twardy sen (hebr. tardemah) i strach, gdy Bóg do niego przemawiał.
- Tekst Lb 24,4 mówi o pogańskim proroku Balaamie, który słyszy słowa Boże, który ogląda widzenie Wszechmocnego, który pada, a oczy mu się otwierają.
- W 1 Sm 19,24n jest mowa o upadku Saula [...] prorokował [...] i upadł i leżał nagi przez cały dzień.
- Ez 1,28 upadłem na twarz i usłyszałem głos Mówiącego.
- Dn 10,8–11 – niekontrolowany upadek Daniela przed wysłannikiem Boga.

Bardziej jednak poszukuje się biblijnych podstaw tego doświadczenia w Nowym Testamencie:
- Dz 9,3–4, Dz 26,14 – doświadczenia Pawła w drodze do Damaszku (upadek na ziemię i powołanie Pawła).
- Ap 1,17 – upadek towarzyszący Janowi.

Biblia zawiera także wiele cytatów w których opisuje świadomy i będący wolą człowieka upadek przed majestatem Boga. Ponieważ jednak bieżące hasło jest związane wyłącznie z niezamierzonym upadkiem, pozostałe sytuacje nie są tutaj wzmiankowane.
Kilka cytatów wyraźnie sugeruje, że przed Bogiem padają złe duchy lub osoby ogarnięte ich mocą: Mk 3,11, Mk 9,20, Łk 8,28

## Krytyka
Opisywane zjawisko jest nieakceptowane przez większość wyznań chrześcijańskich, w tym przeważającą część zielonoświątkowców. Podstawą jego odrzucenia jest brak wyraźnego ugruntowania w Biblii – w najlepszym wypadku jest to zjawisko parapsychiczne lub w najgorszym – ma pochodzenie od złego ducha.

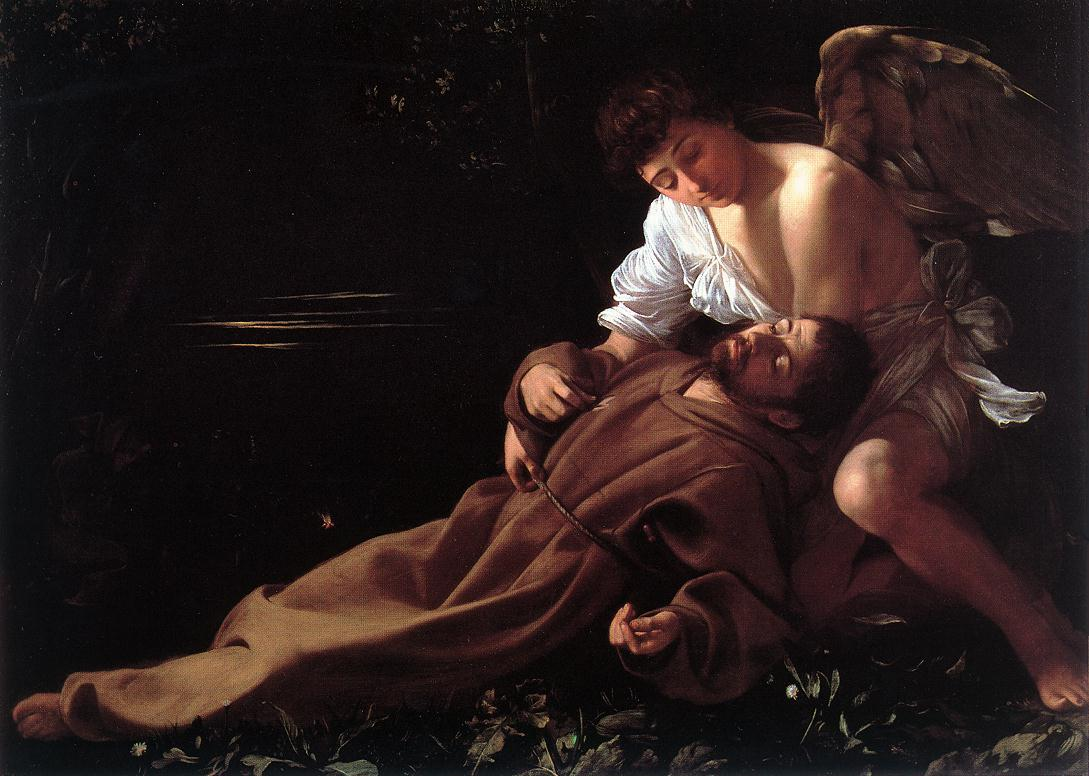
Caravaggio - Ekstaza św. Franciszka

Krytyka odpoczynku w Duchu opiera się również na tym, iż upadek następuje przeważnie do tyłu i z utratą kontroli nad ciałem. Opisywane w Biblii upadki przed majestatem Boga są świadomymi upadkami na twarz (do przodu) celem złożenia pokłonu przed Bogiem. Wskazuje się też, że taki nieświadomy, niekontrolowany upadek do tyłu nie może być postrzegany jako oddanie chwały Bogu. Zdaniem dr. Fritjofa Capry, profesora fizyki na Uniwersytecie w Berkeley praktyka ta ma związek ze stosowanymi od stuleci technikami terapeutycznymi jak grupowa psychodrama, sugestia, hipnoza wykorzystywanymi obecnie w psychoterapii.
Zdaniem przeciwników tej praktyki rozpowszechniła ją neocharyzmatyczna grupa Toronto Blessing na czele z mówcą Randym Clarkiem pochodzącym z baptystycznej denominacji Southern Baptist Convention. Grupa ta miała przejąć upadek w Duchu Świętym od charyzmatycznego nauczyciela Rodneya Howarda-Browne’a wywodzącego się z Ruchu Wiary, który z kolei miał przejąć tę praktykę z hinduistycznego kultów. Krytycy twierdzą, że nakładanie rąk i wywołane skutki wywodzą się bezpośrednio z hinduistycznej praktyki  „shakti pat”.

## Obecność w kulturze
W filmie Leszka Dokowicza „Duch”, emitowanym w TVP1 (czerwiec 2009) jest wiele scen ukazujących odpoczynek w Duchu. Pokazani w filmie Antonello Cadeddu, i Enrique Porcu wspominają nawet o możliwości odpoczynku w Duchu na odległość - bez bezpośredniego nałożenia rąk.

## Przedstawienie w sztuce
Odpoczynek w Duchu jest od wieków przedstawiany w sztukach plastycznych. Na obrazach i rycinach ukazujących Zesłanie Ducha Świętego charakterystycznym motywem jest upadanie do tyłu osoby na pierwszym planie (El Greco, Antoon van Dyck). W przedstawieniach samotnych świętych, którzy upadają do tyłu, lub na bok, zwykle „łapaczami” są aniołowie. Popularne motywy to: ekstaza św. Teresy z Avili (Giovanni Lorenzo Bernini, Gerard Seghers, Horace Le Blanc), ekstaza św. Franciszka z Asyżu (Caravaggio) i jego stygmatyzacja (Arnould de Vuez). Ujęcie spoczynku w Duchu z osunięciem na bok, zastosował Diego Velázquez, na obrazie „Kuszenie św. Tomasza z Akwinu”:

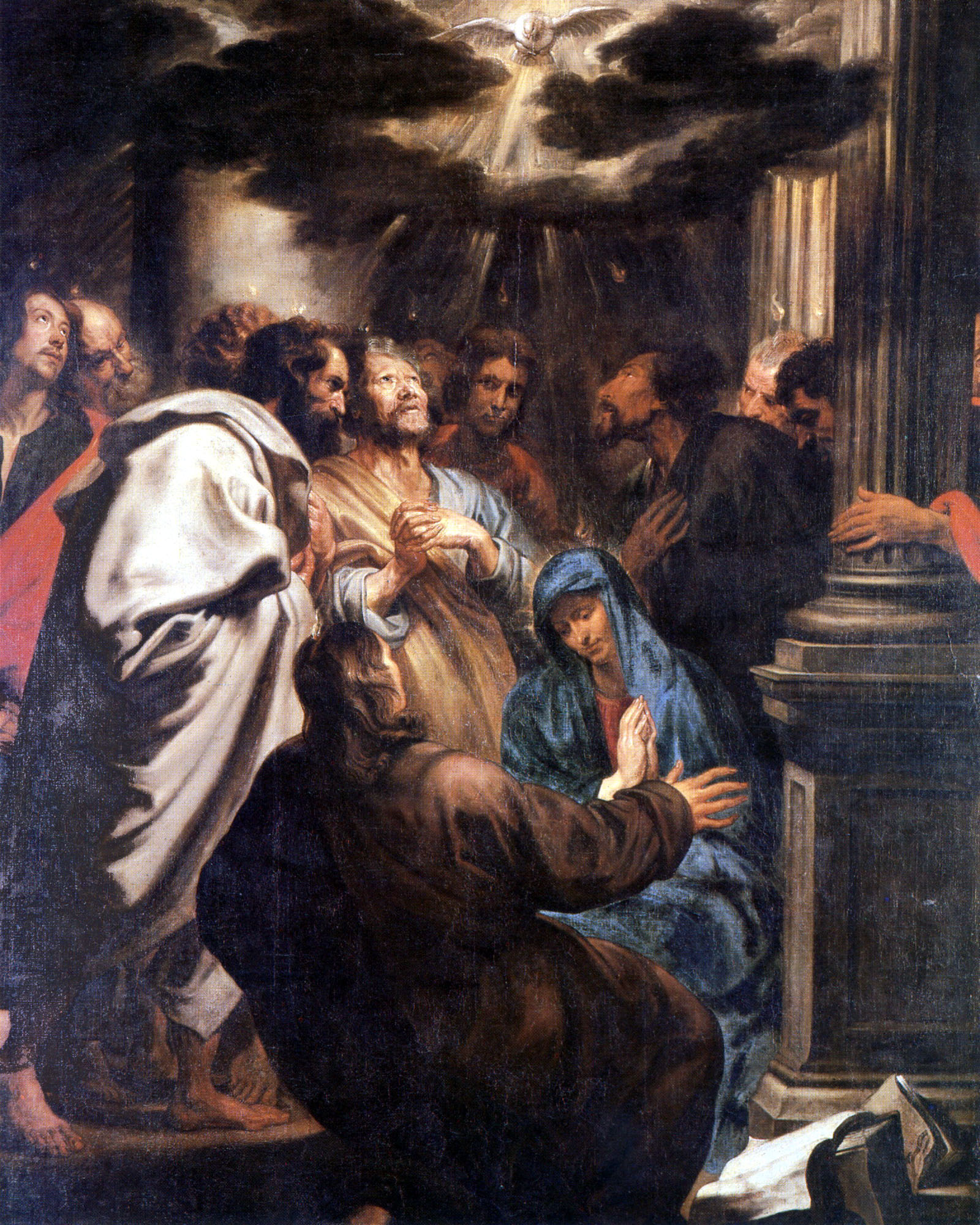
Antoon van Dyck, Zesłanie Ducha Świętego
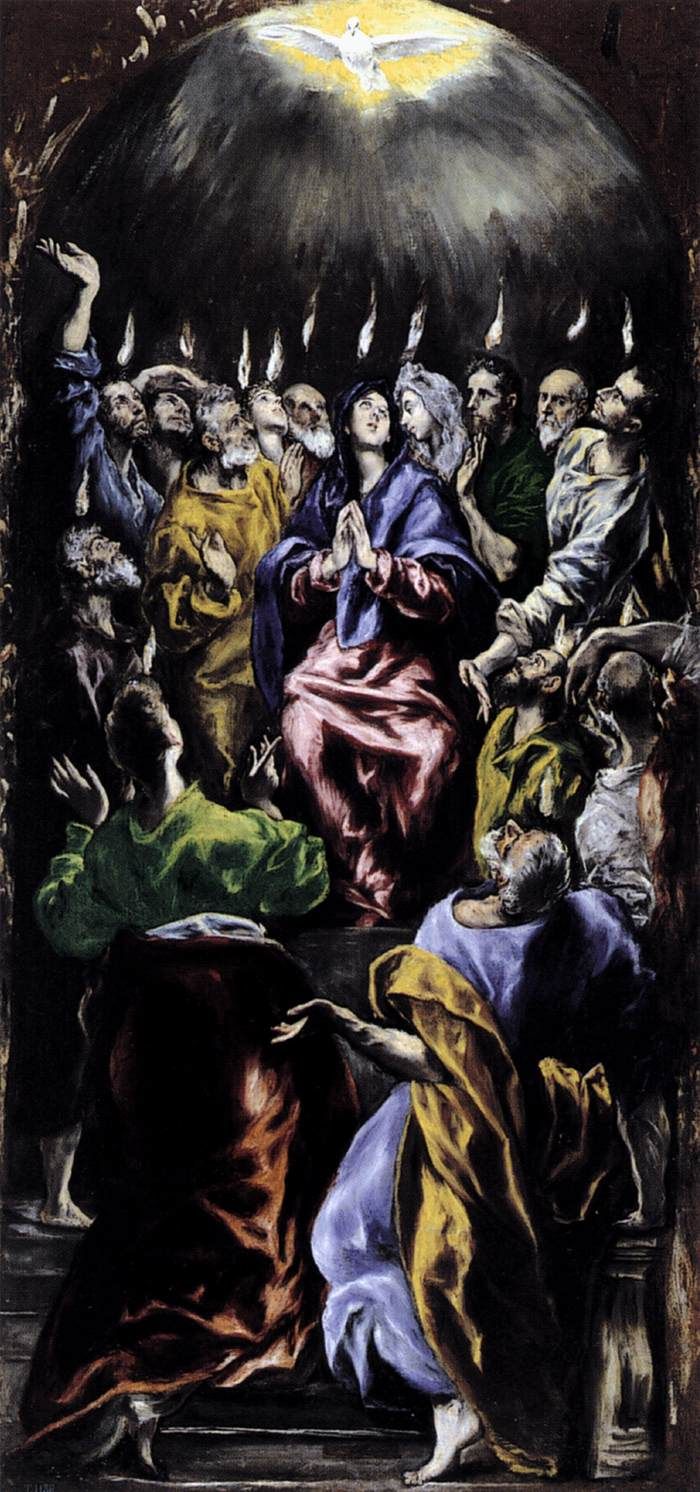
El Greco, Zesłanie Ducha Świętego
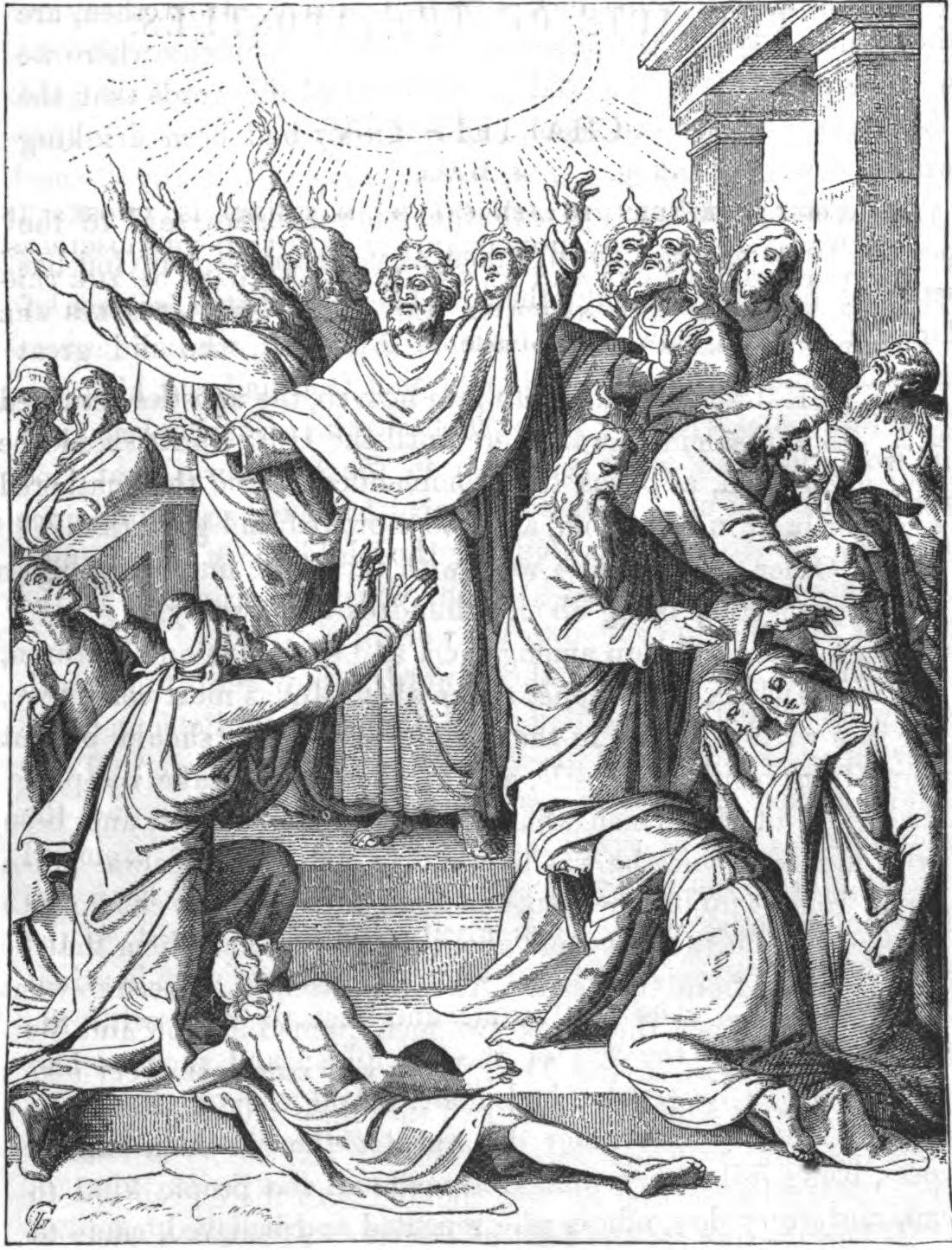
Zesłanie Ducha Świętego, rycina z 1873 roku
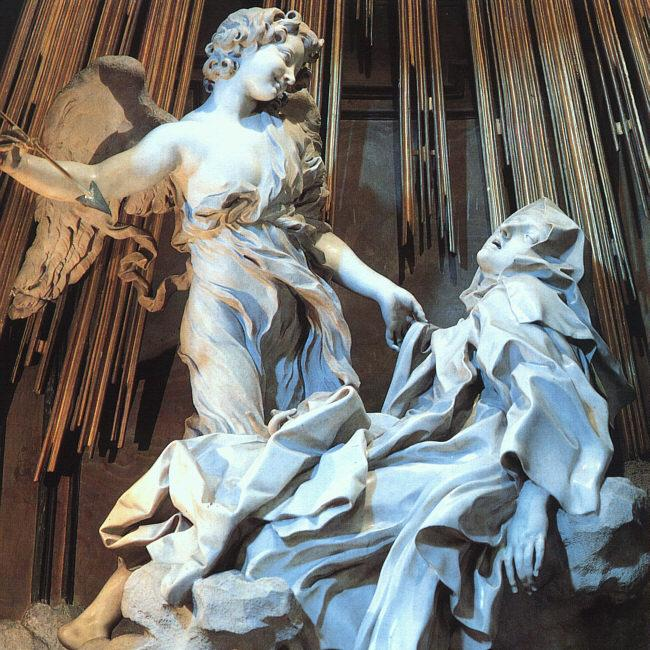
Giovanni Bernini, Ekstaza świętej Teresy
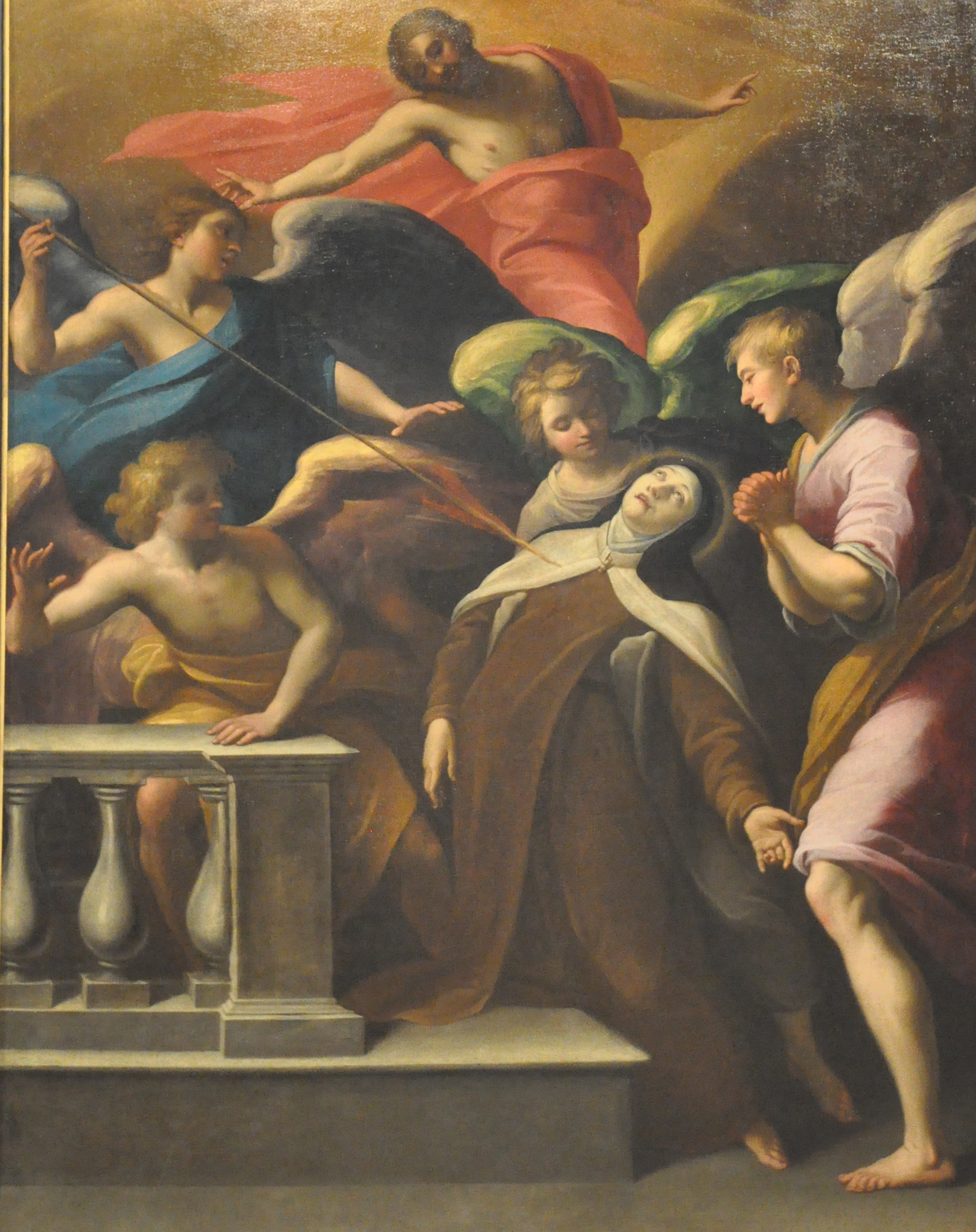
Horace Le Blanc, Ekstaza świętej Teresy
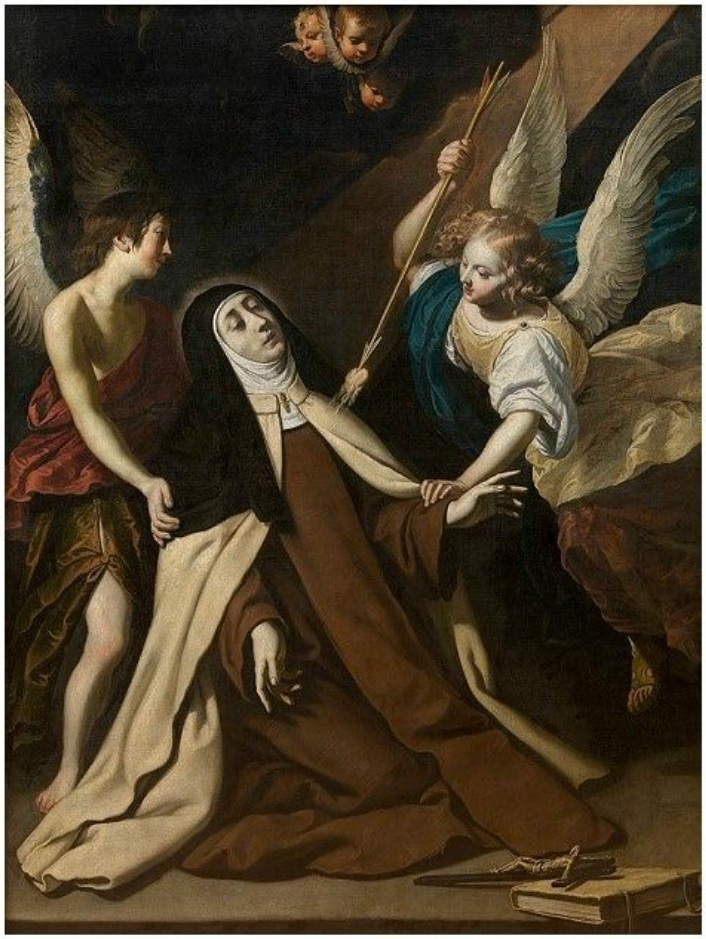
Gerard Seghers, Ekstaza świętej Teresy
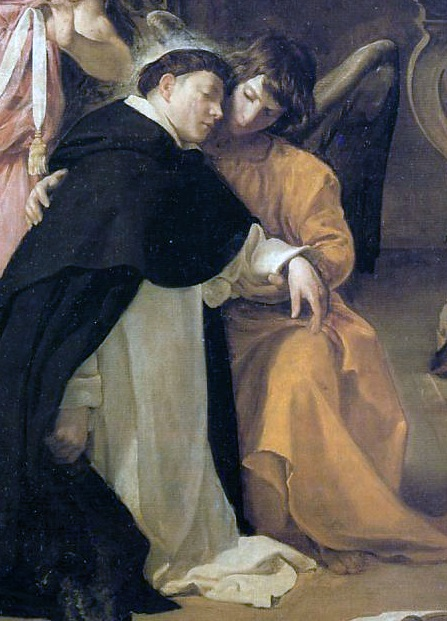
Diego Velázquez, Kuszenie świętego Tomasza z Akwinu (fragment)
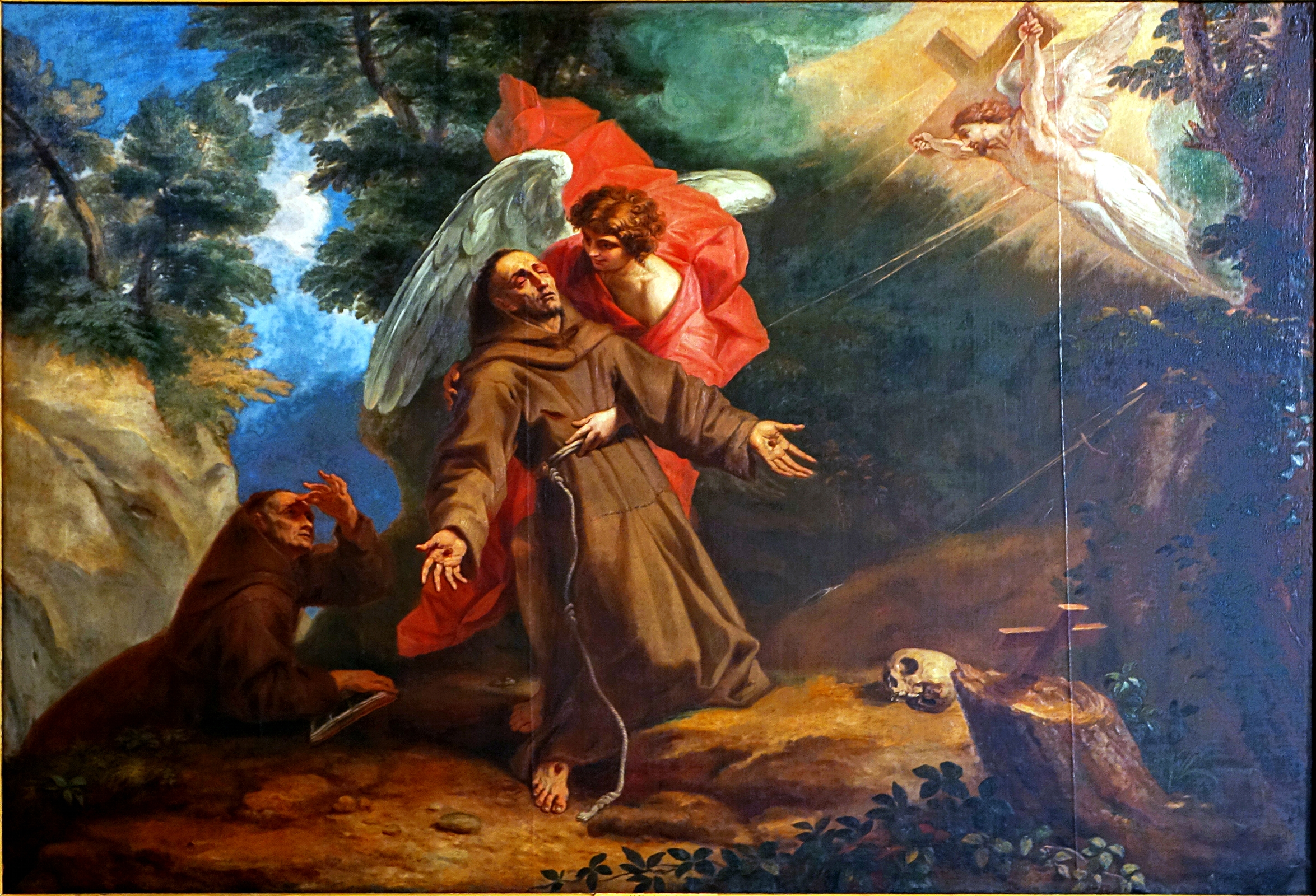
Arnould de Vuez, Stygmaty św. Franciszka
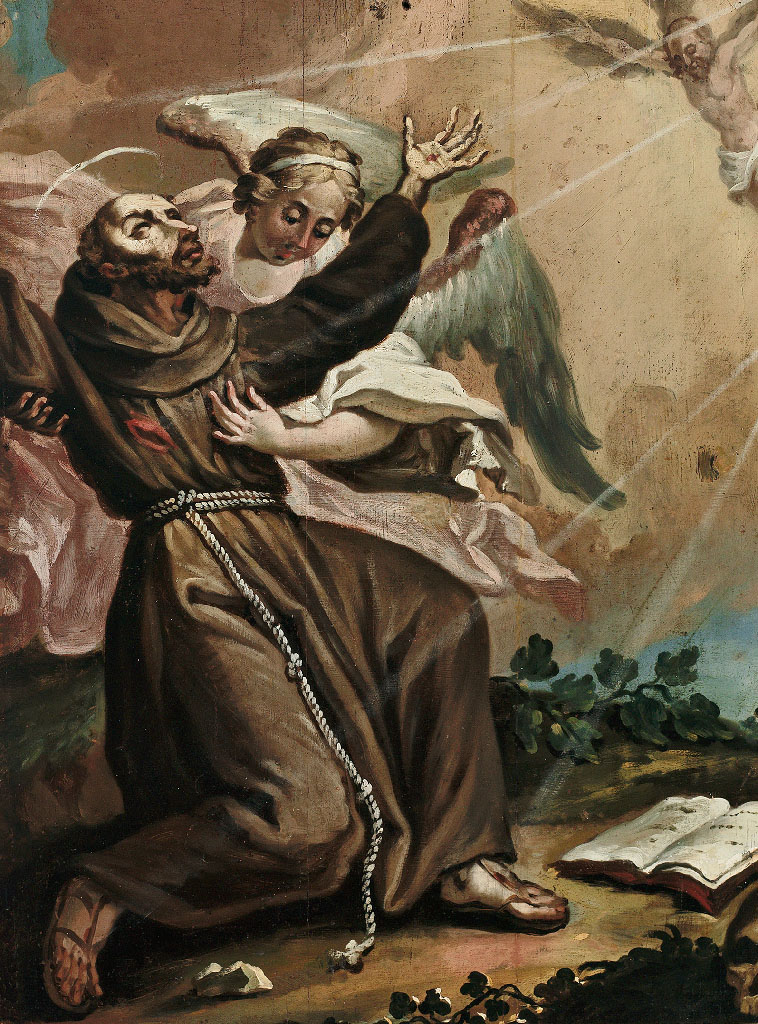
anonim, Stygmatyzacja św. Franciszka
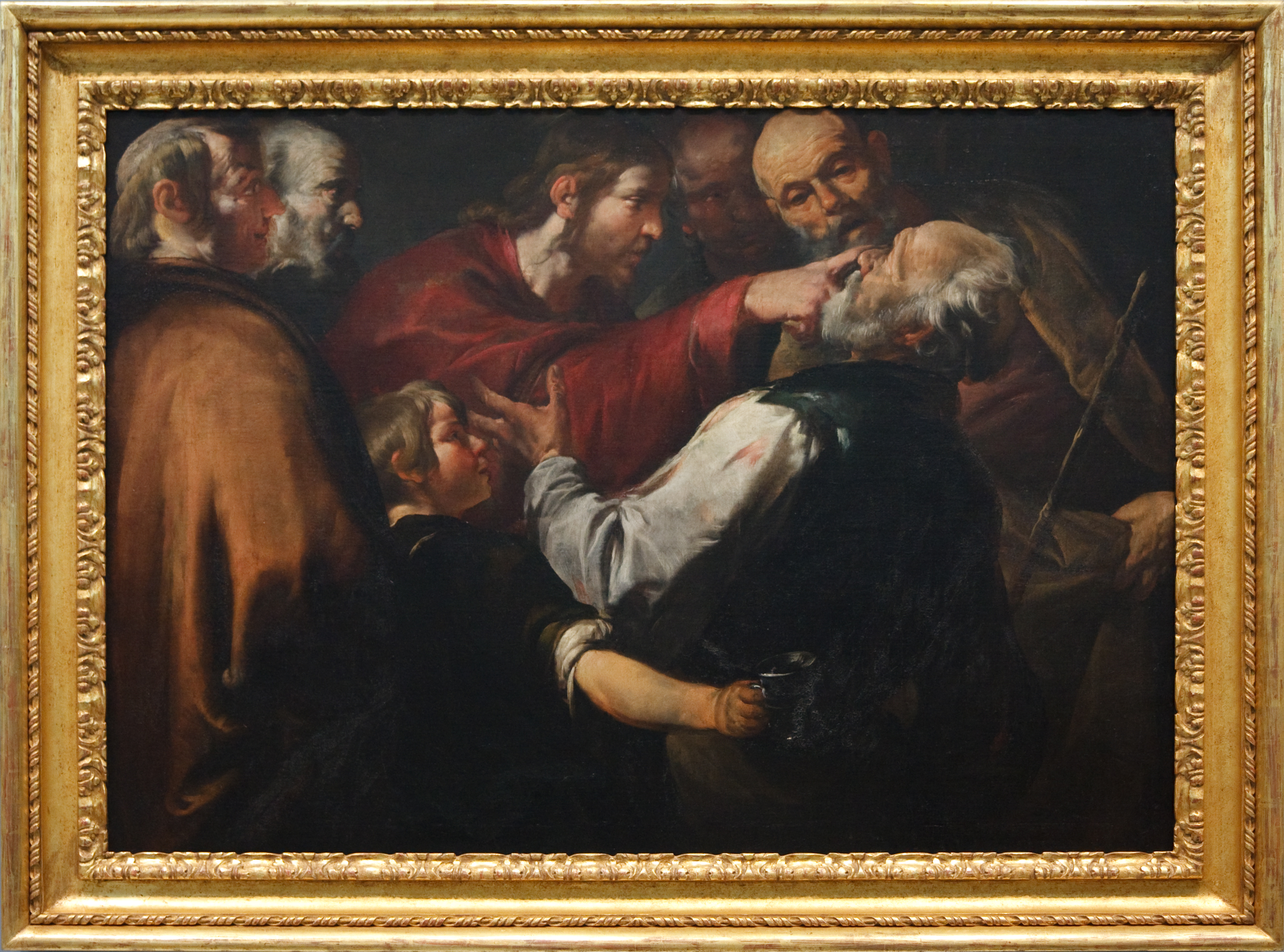
Gioacchino Assereto, Chrystus uzdrawia niewidomego